# Warwick (Engeland)
Warwick (/ˈwɒrɪk/ WORR-ik) is een civil parish in het bestuurlijke gebied Warwick, in het Engelse shire-graafschap (non-metropolitan county OF county) Warwickshire. De plaats telt 30.114 inwoners.

## Bezienswaardigheden
- Warwick Castle - een goed gerestaureerd kasteel van de Madame Tussaudgroep met een opstelling van wassen beelden uit een dag in 1899 met o.a. de jonge Winston Churchill. Het kasteel was tot eind 1900 bezit van de Earl of Warwick.
- Kerk van St Mary
- De Universiteit van Warwick, opgericht in 1965, ligt ondanks haar naam op het grondgebied van het nabijgelegen Coventry.
- Het Lord Leycester Hospital, voormalig hoofdgebouw van de gildes in Warwick en na het elizabethaans tijdperk een ziekenhuis en rusthuis voor oud-militairen. Een van de best bewaarde gebouwen met Middeleeuwse architectuur in Engeland.

## Onderwijs
- Warwick School - Een privéschool voor jongens. Opgericht in 914 en de oudste publieke school voor jongens ter wereld.

## Geboren
- Anne Neville (1456-1485), Koningin van Engeland
- John Hicks (1904-1989), econoom en Nobelprijswinnaar (1972)
- Tom Lees (1990), voetballer
- Jess Carter (1997), voetbalster